# August Schneidhuber
August Schneidhuber, né le 8 mai 1887 à Traunstein et mort le 30 juin 1934  à Munich, est un responsable politique nazi.

## Biographie
Schneidhuber participe à la Première Guerre mondiale au cours de laquelle il est décoré de la Croix de fer de première et de deuxième classe et de la Croix d’honneur des combattants du front (Ehrenkreuz für Frontkämpfer). En 1928, il rejoint la SA dirigée par Ernst Röhm. Il y occupe successivement les postes de SA-Führer du groupe sud (1929), du groupe ouest (1931) puis de l’Obergruppe 7 à Munich.  La même année, il devient membre du Reichstag, élu dans le canton électoral de Hessen-Darmstadt. En 1933, il est nommé responsable de la police de Munich.
August Schneidhuber est assassiné par les SS dans la prison de Stadelheim de Munich le 30 juin 1934 lors de la nuit des Longs Couteaux.